# Westchase (Florida)
Westchase es un lugar designado por el censo ubicado en Hillsborough en el estado estadounidense de Florida. En el Censo de 2010 tenía una población de 21.747 habitantes y una densidad poblacional de 782,31 personas por km².

## Geografía
Westchase se encuentra ubicado en las coordenadas 28°3′41″N 82°36′20″O / 28.06139, -82.60556. Según la Oficina del Censo de los Estados Unidos, Westchase tiene una superficie total de 27.8 km², de la cual 25.56 km² corresponden a tierra firme y (8.04%) 2.24 km² es agua.

## Demografía
Según el censo de 2010, había 21.747 personas residiendo en Westchase. La densidad de población era de 782,31 hab./km². De los 21.747 habitantes, Westchase estaba compuesto por el 82.55% blancos, el 5.32% eran afroamericanos, el 0.18% eran amerindios, el 6.63% eran asiáticos, el 0.06% eran isleños del Pacífico, el 2.22% eran de otras razas y el 3.04% pertenecían a dos o más razas. Del total de la población el 15.49% eran hispanos o latinos de cualquier raza.